# 涂建华
涂建华（1963年—），重庆人，汉族，中华人民共和国政治人物，第十一届、第十二届全国人民代表大会重庆市代表。

## 生平
毕业于重庆市委党校经济管理。担任重庆市工商联副主席，隆鑫控股有限公司董事长。2008年起担任全国人大代表。2013年，担任全国人大代表。2018年1月，当选第十三届全国政协委员。